# Barış Murat Yağcı
Barış Murat Yağcı (* 21. Januar 1991 in Izmir) ist ein türkischer Schauspieler und Model.

## Leben und Karriere
Yağcı wurde am 21. Januar 1991 in Izmir geboren. Er studierte an der Bahçeşehir Üniversitesi. Danach setzte er sein Studium an der Anadolu Üniversitesi fort. Außerdem nahm er 2011 an Best Model of Turkey teil. Sein Debüt gab er 2014 in der Fernsehserie Kocamın Ailesi. Im selben Jahr spielte er in dem Film Figüran mit. 2015 war er in der Serie Kiralık Aşk zu sehen. Außerdem bekam er eine Rolle in Şevkat Yerimdar. Unter anderem wurde er für die Serie Sosyetik Gelin gecastet.

## Filmografie
Filme
- 2014: Figüran

Serien
- 2014–2015: Kocamın Ailesi
- 2017: Kiralık Aşk
- 2017: Sosyetik Gelin
- 2017–2018: Şevkat Yerimdar

### Sendung
- 2020: Survivor Ünlüler-Gönüllüler
- 2021: Atan Alır
- 2022: Survivor 2022: All Star